# Classe Foca
La classe Foca era una classe di sommergibili posamine della Regia Marina, costruita in 3 esemplari entrati in servizio a partire dal 1937. 
Progettati dall'ingegnere Cavallini, furono gli ultimi sommergibili posamine italiani.

## Progetto e caratteristiche
Derivati dal precedente Pietro Micca, di cui costituivano una versione più piccola, semplice ed economica, i «Foca» furono i migliori sommergibili posamine della Regia Marina. Appartenevano al tipo «Cavallini» a doppio scafo parziale con locale mine a centro nave; rispetto al Micca, oltre che minori dimensioni, avevano un cannone (due sul Micca) e un uguale numero di tubi lanciasiluri, con la capacità però di trasportare 36 mine invece che 20. Il cannone era posizionato in un punto inusuale, una piattaforma girevole sita nella parte posteriore della torretta; questa strana sistemazione fu poi modificata e il pezzo spostato sul ponte di poppa.

## Unità
La classe era composta da tre unità:
- Foca
- Atropo
- Zoea

### Foca
La storia operativa del Foca fu molto breve; compì in tutto due missioni di posa di mine ed una di trasporto. Scomparve durante una missione ad Haifa nell'ottobre 1940, e si suppone che il battello sia affondato impattando contro una mina al largo di Haifa o nell'esplosione prematura di uno degli ordigni che esso stesso doveva posare.

### Atropo
In tempo di pace svolse attività di addestramento, poi, allo scoppio della guerra, sotto il comando del capitano di fregata L. Caneschi eseguì una missione di trasporto materiali a Lero e, passato al comando del capitano di corvetta P. Manca, svolse una missione di minamento di fronte all'isola di Zante, durante la quale si danneggiò in seguito allo scoppio di due proprie mine ma riuscì a tornare alla base. 
Successivamente svolse solo missioni di trasporto in Africa settentrionale.
All'armistizio, sotto il comando del tenente di vascello Libero Sauro si consegnò agli Alleati nel porto di Augusta. Fino alla fine del conflitto servì come addestratore delle unità alleate. Fu radiato il primo febbraio 1948 e successivamente demolito. 

### Zoea
In tempo di pace fu utilizzato in missioni di addestramento, poi, allo scoppio della guerra, sotto il comando del capitano di corvetta G. Bernabò eseguì una missione di trasporto materiali a Tobruk e di seguito una missione di minamento di fronte al porto di Alessandria, durante la quale si danneggiò in seguito allo scoppio di due proprie mine ma riuscì a tornare alla base. 
Successivamente svolse solo missioni di trasporto in Africa settentrionale.
All'armistizio si consegnò agli Alleati nel porto di Augusta. Fino alla fine del conflitto servì come addestratore delle unità alleate. Fu radiato il primo febbraio 1948 e successivamente demolito. 